# 玉東町立木葉小学校

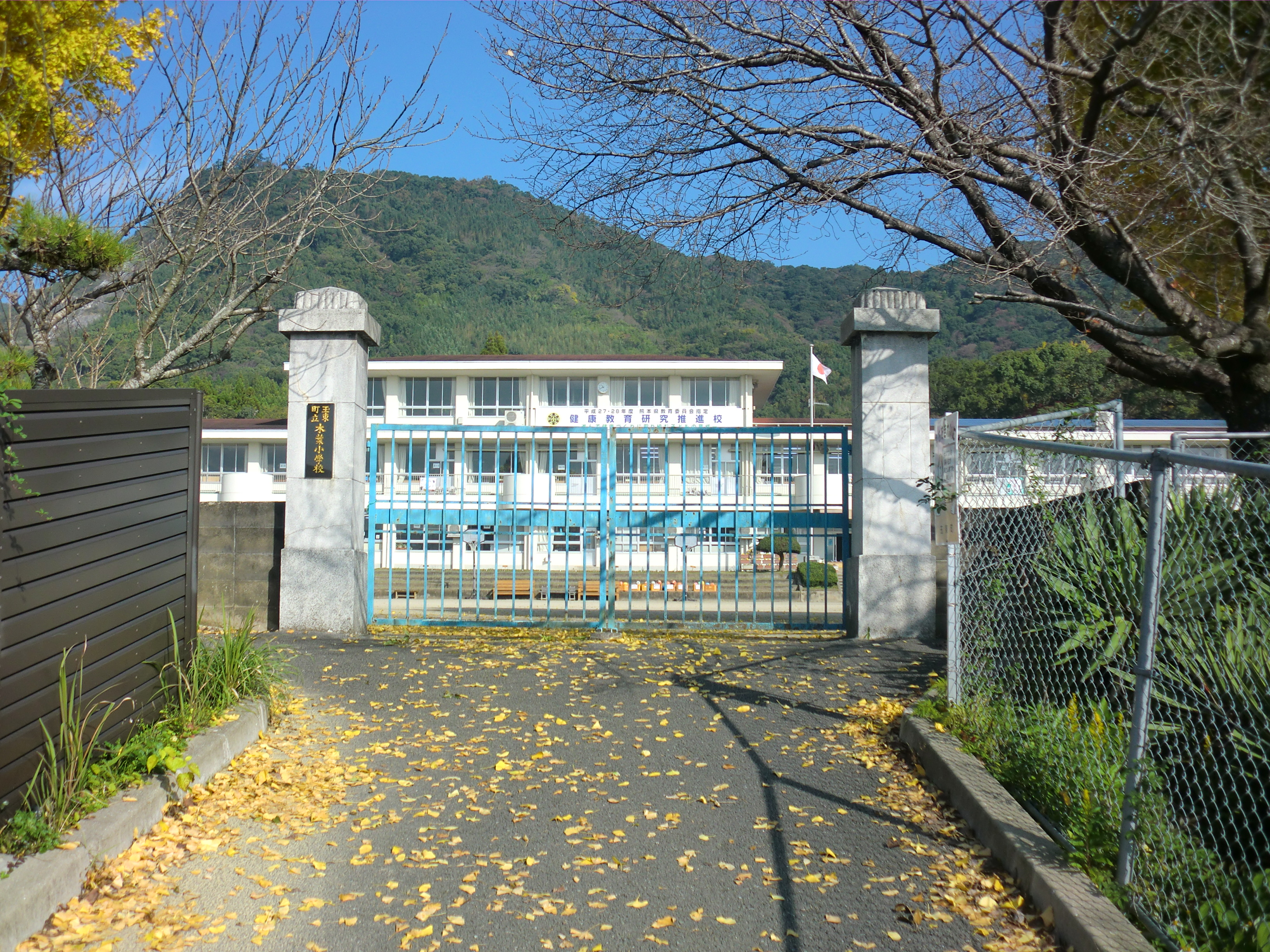
玉東町立木葉小学校

玉東町立木葉小学校（ぎょくとうちょうりつこのはしょうがっこう）は、熊本県玉名郡玉東町に在る小学校。

## 沿革
- 1876年 - 人民共立雨山小学校創立。
- 1887年 - 松本前人民共立小学校、津留畑人民共立小学校を合併し公立木葉小学校となる。
- 1891年 - 公立霊山小学校に改める。
- 1892年 - 木葉尋常小学校に改める。
- 1941年 - 木葉村立木葉国民学校に改める。
- 1947年 - 木葉村立木葉小学校に改める。
- 1955年 - 玉東村立木葉小学校に改める。
- 1967年 - 玉東町立木葉小学校に改める。

## 所在地
- 熊本県玉名郡玉東町木葉1113